# Willi Meurer (Radsportler)
Willi Meurer (* 10. September 1915 in Köln; † 28. September 1981 in Dahlem) war ein  deutscher Radrennfahrer.
Willi Meurer startete für den RC Staubwolke Köln. 1935 siegte er gemeinsam mit dem Fahrer Mathisiak beim Silbernen Adler von Köln. Dreimal – 1936, 1937 und 1939 – gewann er Rund um Köln, 1937 wurde er deutscher Vize-Meister im Straßenrennen. 1936 nahm er am Straßenrennen der Olympischen Spiele in Berlin teil, konnte das Rennen aber nicht beenden.
1950 gewann Meurer Rund um Düren. 